# Taoyuan Pauian Pilots
Il Taoyuan Pauian Pilots (桃園璞園領航猿) è una società cestistica avente sede a Taoyuan, Taiwan. Fondata nel 2020, gioca in P. League+.

## Storia

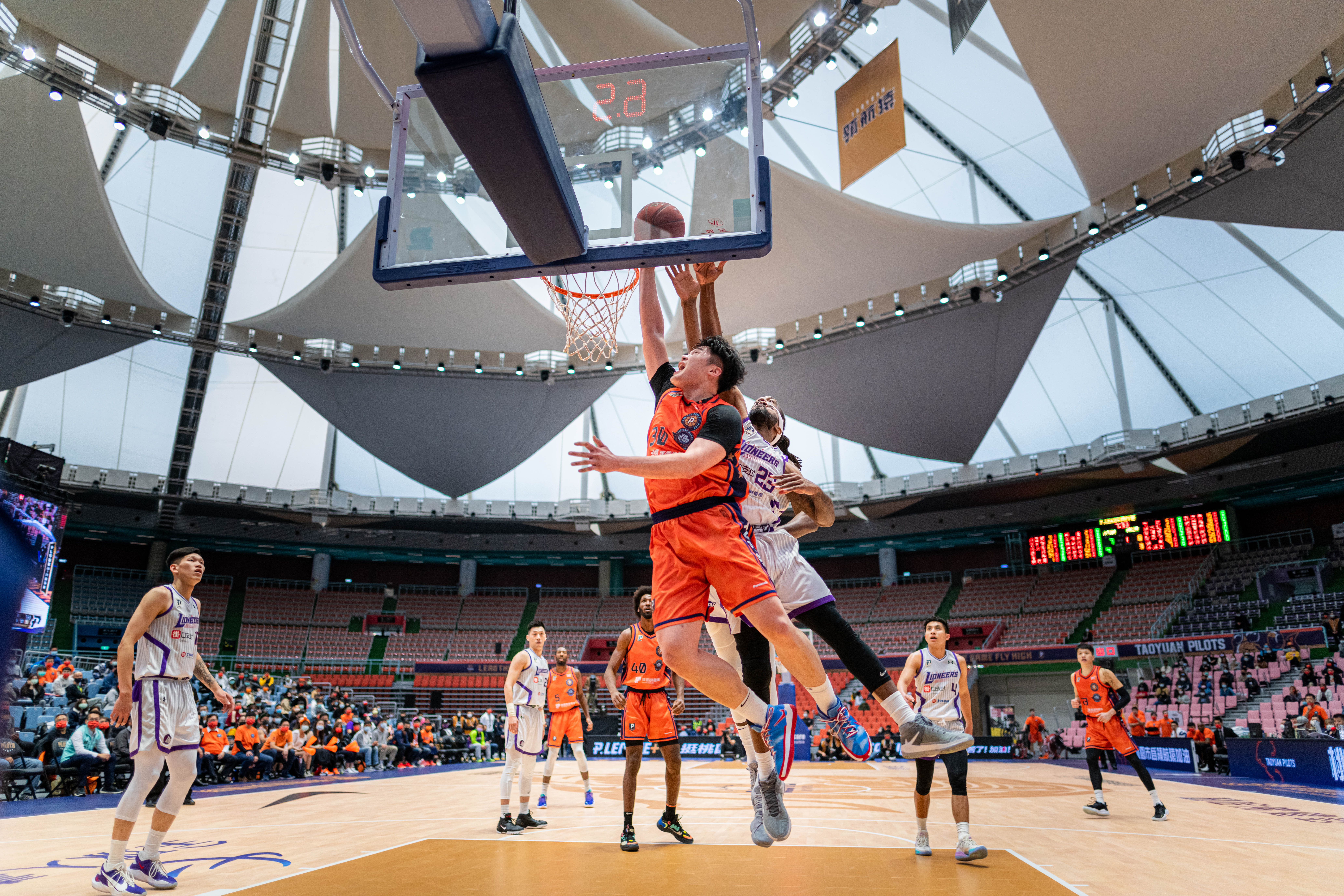
Un'azione di gioco della partita d'esordio della P. League+ 21-22

Nel 2020, a seguito della fondazione della P. League+, la squadra della Super Basketball League dei Taoyuan Pauian Archiland hanno deciso di dividere in due la squadra, con una delle due parti che si unì alla P. League+ e venne ribattezzata Taoyuan AirApe. Gli AirApe divennero una delle quattro squadre della stagione inaugurale della P. League+ nella stagione 2020-2021.
Il 1º novembre 2020, gli AirApe furono però rinominati Taoyuan Pilots, prendendo il nome dall'aeroporto internazionale di Taiwan situato nella città. Il 6 ottobre 2022, prima dell'inizio della P. League+ 2022-2023, la loro terza stagione nella lega, la squadra aggiunse il nome del suo sponsor, la Pauian Archiland Construction, diventando così nota come Taoyuan Pauian Pilots.
Nella East Asia Super League 2024-2025 (EASL), i Taoyuan Pauian Pilots sono stati una delle due squadre che hanno rappresentato Taiwan, raggiungendo la finale del torneo. Dopo una solida performance nella fase a gironi, i Pilots hanno affrontato e sconfitto i Ryukyu Golden Kings nelle semifinali con un punteggio di 71-64, assicurandosi un posto nella partita per il titolo. Nella finale, disputata a marzo 2025 a Macao, i Pilots hanno affrontato la squadra giapponese degli Hiroshima Dragonflies, uscendo però sconfitti per dopo una partita combattuta per 72-68.

## Arena

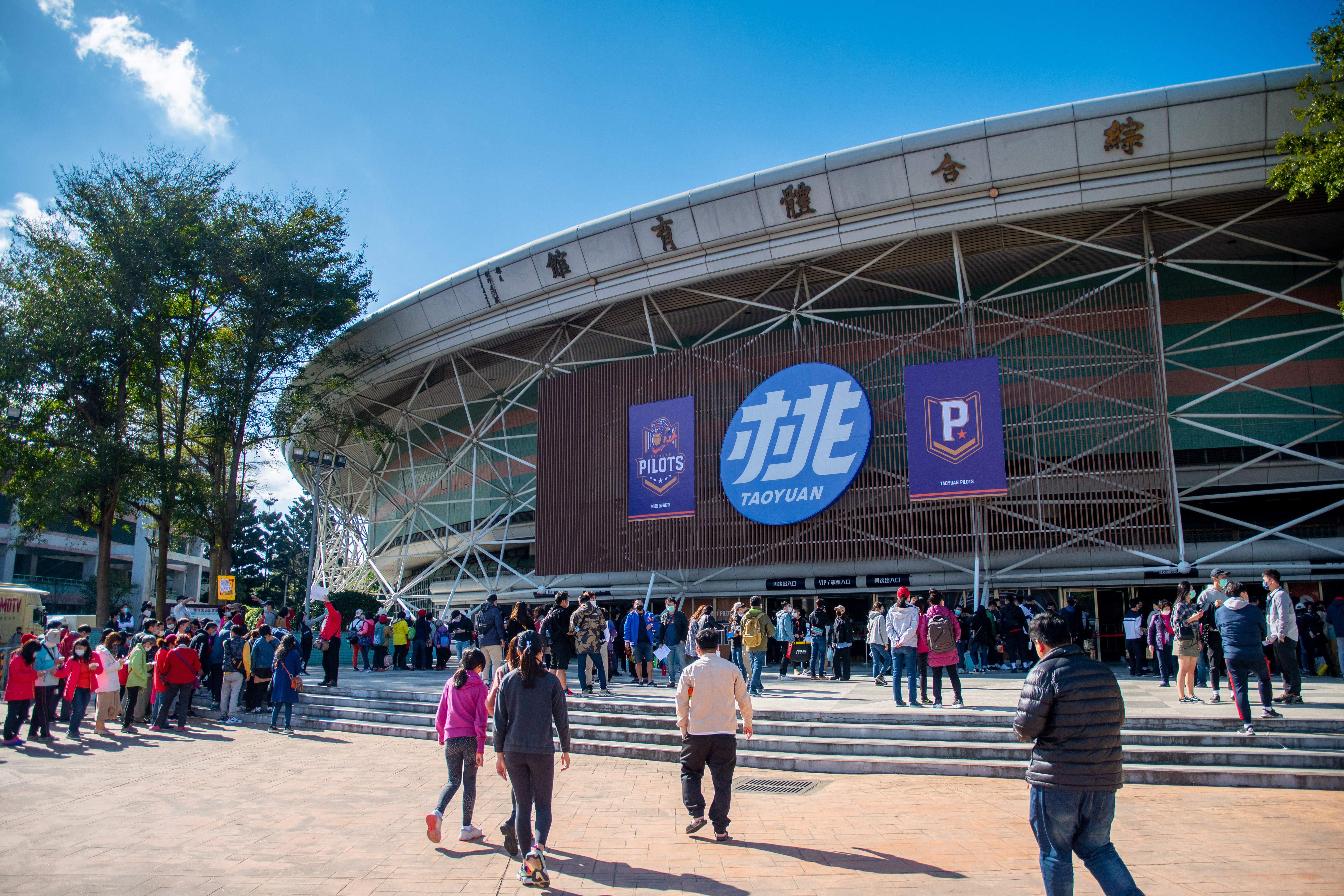
L'esterno della Taoyuan Arena prima di una partita dei Pilots

I Pilots giocano le loro partite casalinghe presso la Taoyuan Arena,un impianto sportivo coperto situato nella città di Taoyuan. Inaugurata nel settembre del 1993, l'arena è uno dei principali centri per eventi sportivi e culturali della regione. Con una capacità di circa 15.000 posti a sedere, è progettata per ospitare competizioni di basket, pallavolo, badminton e altri sport indoor, oltre a concerti e manifestazioni di vario genere. L'architettura della Taoyuan Arena è caratterizzata da un design moderno, con ampie gradinate e una configurazione che permette una buona visibilità da ogni settore. L'impianto è dotato di infrastrutture avanzate, tra cui un sistema di illuminazione ad alta efficienza e un campo regolamentare che rispetta gli standard internazionali per le competizioni sportive. In passato, l'impianto ha ospitato anche altri eventi sportivi nazionali e internazionali, tra cui i Giochi Nazionali di Taiwan e tornei di arti marziali e sport da combattimento. Oltre allo sport, la Taoyuan Arena è una delle principali location per concerti e spettacoli dal vivo a Taiwan. Grandi artisti locali e internazionali si sono esibiti in questo impianto, sfruttando la sua capienza e l'acustica ben progettata.

## Palmarès
- P. League+: 1

2024-2025

## Organico

### Roster 2024-2025
Il roster per la stagione sportiva 2024-2025
|    | Naz.                   | Ruolo | Sportivo       | Anno | Alt. | Peso |  |
| -- | ---------------------- | ----- | -------------- | ---- | ---- | ---- |  |
| 1  | Senegal (bandiera)     | C     | Amdy Dieng     | 1998 | 207  | 105  |  |
| 2  | Taiwan (bandiera)      | PG    | Chen Yu-Jui    | 1995 | 185  | 75   |  |
| 3  | Taiwan (bandiera)      | PG    | Chen Li-Sheng  | 2002 | 175  | 68   |  |
| 6  | Taiwan (bandiera)      | PG    | Kuan Ta-You    | 1997 | 181  | 89   |  |
| 7  | Taiwan (bandiera)      | AP    | Chiao Chu-Yu   | 2000 | 200  | 98   |  |
| 10 | Taiwan (bandiera)      | G     | Lin Tzu-Wei    | 2000 | 188  | 82   |  |
| 12 | Taiwan (bandiera)      | G     | Li Chia-Kang   | 1998 | 185  | 85   |  |
| 21 | Stati Uniti (bandiera) | C     | Alec Brown     | 1992 | 216  | 107  |  |
| 24 | Stati Uniti (bandiera) | AP    | Treveon Graham | 1993 | 198  | 100  |  |
| 25 | Taiwan (bandiera)      | C     | Lin Cheng      | 2000 | 202  | 102  |  |
| 30 | Taiwan (bandiera)      | G     | Pai Yao-Cheng  | 1999 | 184  | 72   |  |
| 42 | Stati Uniti (bandiera) | AG    | Julian Boyd    | 1990 | 201  | 104  |  |
| 45 | Stati Uniti (bandiera) | AG    | Jarrod Jones   | 1990 | 206  | 104  |  |
| 69 | Taiwan (bandiera)      | G     | Lu Chun-Hsiang | 1997 | 190  | 82   |  |

### Staff tecnico
| Ruolo                 | Nome            |
| --------------------- | --------------- |
| Capo Allenatore       | Iurgi Caminos   |
| Assistente Allenatore | Chen Shih-Chieh |
| Assistente Allenatore | Huang Chi-Feng  |
| Assistente Allenatore | Tang Wei-Jie    |
| Assistente Allenatore | Yang I-Feng     |
| Preparatore Atletico  | Liu Hou-Shao    |
| Preparatore Atletico  | Liu Nien-Chieh  |
| Fisioterapista        | Peng Li-Chen    |
| Fisioterapista        | Wu Yun-Kai      |

## Cestisti

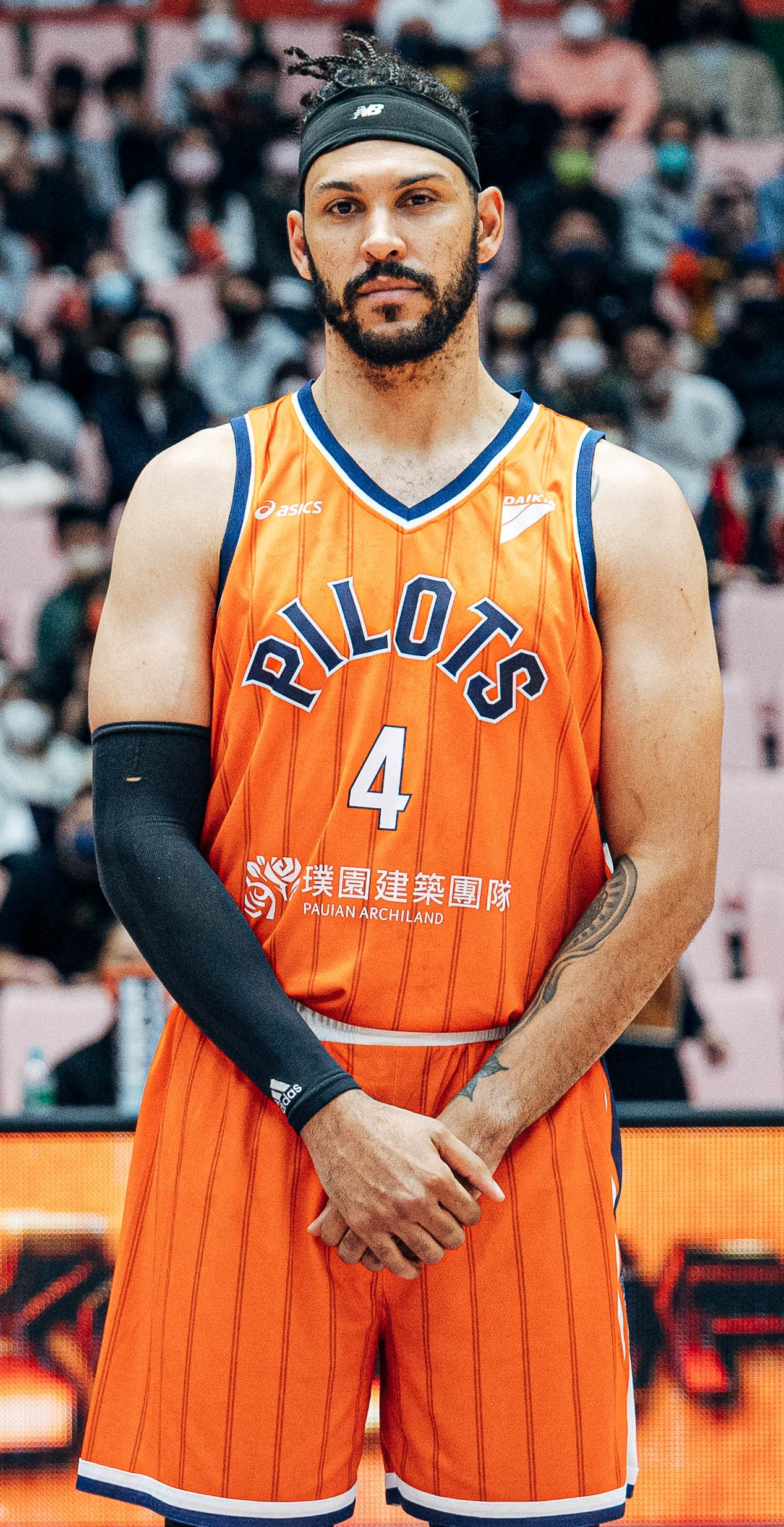
Jeff Ayres con la maglia dei Pilots nel 2022

### Cestisti famosi
- Jeff Ayres
- Nemanja Bešović
- Alec Brown
- Quincy Davis
- John Gillon
- Treveon Graham
- Kadeem Jack
- Jarrod Jones
- Anthony Lawrence
- Kennedy Meeks
- Davon Reed
- Devin Robinson
- Sani Sakakini
- Jordan Tolbert
- Willie Warren
- Jason Washburn

## Allenatori
| P. League+ | P. League+      | P. League+        | P. League+        | P. League+        | P. League+        | P. League+      | P. League+      | P. League+      | P. League+                                                                                   |
| Stagione   | Allenatore      | Stagione regolare | Stagione regolare | Stagione regolare | Stagione regolare | Play-Off        | Play-Off        | Play-Off        | Play-Off                                                                                     |
| Stagione   | Allenatore      | V                 | S                 | %Vit.             | Pos.              | V               | S               | %Vit.           | Risultati                                                                                    |
| ---------- | --------------- | ----------------- | ----------------- | ----------------- | ----------------- | --------------- | --------------- | --------------- | -------------------------------------------------------------------------------------------- |
| 2020-21    | Liu I-Hsiang    | 10                | 14                | .417              | 2°                | 2               | 3               | .400            | Perso in Semifinale vs Formosa Dreamers, 2-3                                                 |
| 2020-21    | Yang I-Feng     | 10                | 14                | .417              | 2°                | 2               | 3               | .400            | Perso in Semifinale vs Formosa Dreamers, 2-3                                                 |
| 2021-22    | Cheng Chih-lung | 7                 | 22                | .241              | 6°                | Non qualificati | Non qualificati | Non qualificati | Non qualificati                                                                              |
| 2021-22    | Yen Hsing-Su    | 7                 | 22                | .241              | 6°                | Non qualificati | Non qualificati | Non qualificati | Non qualificati                                                                              |
| 2022-23    | Iurgi Caminos   | 19                | 21                | .475              | 3°                | 0               | 3               | .000            | Perso in Semifinale vs Taipei Fubon Braves, 0-3                                              |
| 2023-24    | Iurgi Caminos   | 26                | 14                | .650              | 1°                | 5               | 6               | .455            | Vinto in Semifinale vs Hsinchu Toplus Lioneers, 4-2 Perso in finale vs New Taipei Kings, 1-4 |
| 2024-25    | Iurgi Caminos   |                   |                   |                   |                   |                 |                 |                 |                                                                                              |
| Totale     | Totale          | 62                | 71                | .466              | -                 | 7               | 12              | .368            | 3 apparizioni Playoff                                                                        |